# Graeme Brewer
Graeme Thomas Brewer (1º dicembre 1958) è un ex nuotatore australiano.
Specializzato nello stile libero, ha vinto la medaglia di bronzo nei 200 m sl alle olimpiadi di Mosca 1980.

## Palmarès
- Olimpiadi
  - Mosca 1980: bronzo nei 200 m sl.